# Hans-Georg Vitt
Hans-Georg Vitt (* 5. April 1923 in Weidenau; † 17. Juli 1981 in München) war ein nordrhein-westfälischer SPD-Landes- und Kommunalpolitiker und nacheinander Bürgermeister der Städte Weidenau (1956–1961 und 1964–1966) und Hüttental (1966–1974) im Kreis Siegen.

## Leben
Nach Abitur und Verwaltungslehre war Vitt, der seit 1946 Mitglied der SPD und der Gewerkschaft Öffentliche Dienste, Transport und Verkehr (ÖTV) war, ab 1950 Geschäftsführer des SPD-Unterbezirks Siegen/Wittgenstein. In der SPD gehörte Vitt darüber hinaus verschiedenen Parteigremien auf Bezirks- und Landesebene an.
Von 1948 bis 1966 war Vitt Mitglied des Rates der Stadt Weidenau, von 1966 bis 1974 des Rates der neugebildeten Stadt Hüttental. Vor und nach seiner Wahlzeit als Bürgermeister in Weidenau war er von 1952 bis 1956 und von 1961 bis 1964 auch mehrfach SPD-Fraktionsvorsitzender in Weidenau. Im Rat der Stadt Siegen wurde Vitt nach der Eingemeindung der Stadt Hüttental ab 1975 ebenfalls Vorsitzender der SPD-Fraktion. Dem Kreistag des Kreises Siegen gehörte Vitt von 1952 bis 1981 an, zeitweise, bis 1969 und wieder ab 1979, als SPD-Fraktionsvorsitzender.
Vom 19. Juli 1962 bis 28. Mai 1980 gehörte Vitt über fünf Legislaturperioden, von der 4. bis 8. Wahlperiode, als Abgeordneter der Wahlkreise 129 (Siegen-Land-Ost), 132 (Siegen-Land II) und 131 (Siegen I) dem Landtag von Nordrhein-Westfalen an. Von 1975 bis 1980 war Vitt Vorsitzender des Verkehrsausschusses des Landtages.
Außerdem war Vitt von 1953 bis 1981 Mitglied der Verbandsversammlung des Landschaftsverbandes Westfalen-Lippe, von 1964 bis 1981 Vorsitzender der SPD-Fraktion in der Landschaftsversammlung.

## Ehrungen
- 1970: Verdienstkreuz am Bande der Bundesrepublik Deutschland
- 1974: Verdienstkreuz 1. Klasse der Bundesrepublik Deutschland
- 1980: Großes Verdienstkreuz der Bundesrepublik Deutschland